# Métrica (matemáticas)

La figura compara la métrica del taxista con la métrica euclidiana en el plano: en la métrica del taxista, los tres caminos dibujados (amarillo, rojo y azul) tienen la misma longitud para una misma ruta. En la métrica euclidiana, el camino verde tiene una longitud de, y es la distancia o la ruta mínima.

En matemáticas, una métrica o función distancia es una función que define una distancia entre cada par de elementos de un conjunto. Un conjunto en el que se ha definido una métrica se denomina espacio métrico. Toda métrica induce una topología sobre un conjunto, aunque no toda topología se puede generar a partir de una métrica. Un espacio topológico cuya topología se puede describir mediante una métrica se denomina metrizable.
En geometría diferencial, el término "métrica" se puede referir a una forma bilineal que se puede definir del conjunto de vectores tangentes de una variedad diferenciable a un escalar, permitiendo así la determinación de distancias a lo largo de curvas mediante integración. En este caso, se denomina tensor métrico.

## Definición
Una métrica sobre un conjunto X es una función (llamada función distancia o simplemente distancia)
{\displaystyle d:X^{2}\to [0,\infty )}
donde {\textstyle [0,\infty )} es el conjunto de los números reales no-negativos, tal que, para cualesquiera que sean {\displaystyle x,y,z} de {\displaystyle X}, se satisfacen las siguientes condiciones:
1. d(x, y) ≥ 0   (no-negativa, o axioma de separación)
2. d(x, y) = 0 si y solo si x = y   (axioma de coincidencia)
3. d(x, y) = d(y, x)    (simetría)
4. d(x, z) ≤ d(x, y) + d(y, z)    (desigualdad triangular).[2]

Las condiciones 1 y 2 juntas definen una función no negativa. La primera condición es una consecuencia de las otras tres.
Una métrica se denomina ultramétrica si satisface una versión más fuerte de la desigualdad triangular, donde los puntos no pueden estar unos en medio de los otros:
d(x, z) ≤ max(d(x, y), d(y, z))
para cualesquiera que sean x, y, z de X.
Una métrica d sobre X se denomina intrínseca si dos puntos cualesquiera que sean x e y, de X se pueden unir mediante una curva de longitud arbitrariamente próxima a d(x, y).
Para conjuntos donde está definida una suma + : X × X → X, se dirá que d es una métrica invariante por traslaciones sí
d(x, y) = d(x + a, y + a)
para cualquier x, y y a de X.

### Observaciones
Estas condiciones expresan algunas nociones intuitivas sobre el concepto de distancia. Por ejemplo, la distancia entre dos puntos diferentes es positiva; o la distancia desde x hasta y es la misma que la de y hasta x. La desigualdad triangular significa que la distancia de x hasta z pasando por y es al menos tan grande como la distancia para ir de x hasta z directamente. En su obra, Euclides estableció que la distancia más corta entre dos puntos es una línea recta; esta era la desigualdad triangular para su geometría.
Si se usa una variante de la desigualdad triangular
4*.  d(x, z) ≤ d(z, y) + d(y, x)
entonces la propiedad 1 es consecuencia directa de la propiedad 4*. Las propiedades 2 y 4* dan la propiedad 3, que a su vez da la propiedad 4.